# Knivsta IK
Knivsta IK är en idrottsklubb i Knivsta som grundades år 1919.